# Ален де Боттон
Ален де Боттон (нар. 20 грудня 1969, Цюрих, Швейцарія) — британський філософ швейцарського походження, романіст, телеведучий, кавалер французького Ордену мистецтв і літератури. Займається публіцистикою, має публікації у різноманітних газетах і журналах, веде популярну передачу на телебаченні. 
Відомий своїм нестандартним авторським стилем, у якому поєднує аналіз широкого кола тем з філософської точки зору, одночасно проводячи паралель з подіями повсякденного життя. Співзасновник міжнародного соціального проекту «Школа життя» (2008) і «Жива архітектура».
2015 року отримав премію «Стипендія Шопенгауера», щорічну нагороду для письменників від Мельбурнського фестивалю письменників.

## Біографія
Народився 20 грудня 1969 року у Цюриху (Швейцарія), в родині Жаклін і Гілберта. У вісім років разом з сім'єю переїхав до Англії, де закінчив коледж у Кембриджі (1988–1991), там він вивчав історію і філософію. У 1991–1992 рр. вивчав філософію у Кінгз Коледжі у Лондоні.. Вивчав французьку філософію у Гарвардському університеті, однак покинув навчання, присвятивши себе творчості.

## Творчість
У 1993 році він випустив роман «Спроби в коханні», у 1994 — «Динаміку романтизму», а ще через рік — «Інтимні подробиці», які здобули помітну популярність серед читачів. Однак європейську популярність Алену до Боттону принесла книга «Як Пруст може змінити ваше життя» (1997), яку він позиціював як «не-роман» («not-a-novel»). Крім того, у 2000 році було опубліковано книгу «Розрада філософією», збірку есеїв «Мистецтво подорожі» (2002), своєрідне дослідження «Стан занепокоєння» (2004) та «Архітектура щастя»  (2006).
Також Ален де Боттон володіє компанією Сенека Продакшнз, яка займається випуском телевізійного документального кіно, заснованого на його працях.

## Українські переклади
- Мистецтво подорожі / Ален до Боттон ; пер. з англ. Р. Гардашука. — Львів : Видавництво Старого Лева, 2018. — 208 с[9].